# Beat (film 1997)
Beat è un film drammatico, diretto da Kim Sung-su e uscito nel 1997.

## Trama
Quattro studenti abbandonano la scuola. Min è un attaccabrighe che all'occorrenza aiuta i suoi amici. Tae-soo bazzica nella malavita. Hwan-gyu sogna di aprire un ristorante. Romy è una studentessa modello.